# ベン・ライアン
ベン・ライアン（Ben Ryan、1971年9月11日 - ）は、イングランドのラグビー指導者。

## プロフィール
- イングランド・ウィンブルドン出身[1]。
- 現役時代のポジションはスクラムハーフ(SH)。

## 略歴
現役時代はノッティンガムなどでプレーしていた。
現役引退後、サラセンズ、7人制イングランド代表のコーチを経て、2013年、7人制フィジー代表のヘッドコーチに就任。2016年、2016リオ五輪ではフィジー史上初の金メダル獲得に貢献。同年、7人制フィジー代表のヘッドコーチを退任した。